# Меріквін Маандіг
Меріквін Маандіг (англ. Mariqueen Maandig);нар. 5 квітня 1981) — американська співачка філіппінського походження. Вокалістка гурту How to Destroy Angels разом зі своїм чоловіком Трентом Резнором.

## Кар'єра
З 2004 року по серпень 2009 року Мерікуін була вокалісткою лос-анджелеського рок-гурту West Indian Girl. West Indian Girl випустили свій дебютний однойменний альбом у серпні 2004 року на нью-йоркському лейблі Astralwerks. Слідом за виходом однойменного дебютного альбому West Indian Girl в 2004 році, в 2006 році вони випустили танцювальний EP з реміксами. Після цього West Indian Girl пішли з Astralwerks, підписали контракт з інді-лейблом Milan Records і оголосили про вихід свого другого повнометражного альбому, «4th & Wall», в жовтні 2007 року. У серпні 2007 року гурт підписав контракт з компанією Flycell, що займається розповсюдженням музики в цифровому форматі. 6 січня 2009 West Indian Girl випустили «4th On the Floor Remixes, Vol. 2» на Smash Hit Music Co.. 2 серпня 2009 на сайті West Indian Girl з'явилося повідомлення про те, що Мерікуін покидає гурт. 7 квітня 2010 стало відомо, що спільний проект Трента і Мерікуін називається How To Destroy Angels і що влітку 2010 року гурт випустить свій шестипісенний дебютний однойменний EP. 4 травня 2010 на Pitchfork відбулася прем'єра пісні How To Destroy Angels під назвою "A Drowning". Дебютний сингл How To Destroy Angels "A Drowning" доступний на Amazon.
1 червня 2010 дебютний однойменний EP How To Destroy Angels був представлений на офіційному сайті гурту в цифровому форматі. Реліз цього EP на фізичному носії відбувся 6 липня 2010 року. Композиція How To Destroy Angels "The Believers" була використана у фільмі «Області темряви». 13 листопада 2012 вийшов EP How To Destroy Angels "An Omen".

## Особисте життя
Маандіг заручилася з Трентом Резнором 30 квітня 2009 року, і вони одружилися 17 жовтня 2009 року на приватній церемонії в будинку Резнорів. 10 жовтня 2010 у Трента і Меріквін народився син Лазарус Ічо Резнор (англ. Lazarus Echo Reznor), другий син народився в січні 2012 року.